# Paul Klimsch
Hans Paul Klimsch (* 15. Juni 1868 in Frankfurt am Main; † 4. Juni 1917 in Frankfurt-Niederursel) war ein Maler und Illustrator des deutschen Impressionismus.

## Leben
Paul Klimsch entstammte der Frankfurter Industriellenfamilie, die das Maschinenbauunternehmen Klimsch & Co gegründet hatte und ursprünglich aus Česká Lípa (deutsch Böhmisch Leipa) stammte. Seine Eltern waren der Künstler Eugen Johann Georg Klimsch und Anna Helena Burkhard. Sein Vater leitete als Professor an der Städelschule die Malereiklasse, sein jüngerer Bruder Fritz wurde Bildhauer, sein um ein Jahr älterer Bruder Karl Maler. Paul Klimsch heiratete Charlotte Klimsch (geborene Zickwolff, * 26. Juli 1867 in Frankfurt am Main; † 2. November 1932 ebenda).
Zum Studium zog er 1886 nach Karlsruhe, wo er an der Staatlichen Akademie der Bildenden Künste bei Ernst Schurth und Hermann Baisch studierte, ab 1899 wohnte er zusammen mit Albert Haueisen und Carl Hoff. 1891 beendete er sein Studium und zog ein Jahr später nach München, wo er bis 1900 bei René Reinicke studierte.
Paul Klimsch wohnte in der Holbeinstraße in Frankfurt und zog am 1. April 1911 in die Villenkolonie Wiesenau in Frankfurt-Niederursel, einen damals ländlich geprägten Ort vor den Toren der Stadt am Fuße des Taunus.
Klimsch hielt sich häufig in Berlin auf, zu seinem Freundeskreis gehörten Max Liebermann und Heinrich Zille, Letzteren motivierte er, nach der Entlassung künstlerisch tätig zu werden. Gemeinsam mit Max Slevogt malte er im Frankfurter Zoo, seinen Kollegen hielt er 1901 in dem Gemälde Der Papageienwärter fest. Dieses Gemälde motivierte Max Liebermann, ebenfalls einen Papageienmann zu malen. Der Zoo reagierte auf das künstlerische Interesse, indem er Bruno Schäfer, Carl Wagner, Gertrud Winter und Paul Klimsch auf dem Wirtschaftshof Ateliers einrichtete.
Klimsch unternahm bis auf Ausflüge in die Region keine Malreisen. Er bereiste aber wiederholt den Bodensee, wo die Familie von Paul von Gans auf der schweizerischen Seite das Schloss Gottlieben besaß; ob auch jene vier Klimsch-Gemälde, die von Gans besaß, Bodensee-Landschaften zeigten, ist nicht überliefert. weiterhin die Stadt Dachau, die er mindestens 1893, 1895 und 1896 besuchte.
Heinrich Hoffmann erwähnte Paul Klimsch in der Literatur als „Schneider“ (mit der Papierschere).
Seine frühe Mitgliedschaft im Deutschen Künstlerbund ist bereits im Mitgliederverzeichnis 1906 belegt. Klimsch nahm an zahlreichen Ausstellungen der Berliner Secession, beispielsweise 1909, 1911, 1910 und 1912, und an Ausstellungen des Frankfurt-Cronberger-Künstler-Bundes teil. Dieser Bund war das Frankfurter Pendant zu den Secessionen. Paul Klimsch stellte gemeinsam mit Ottilie Roederstein und Rudolf Gudden aus. In Berlin zeigte der Kunstsalon Schulte erstmals Werke des Frankfurt-Cronberger-Künstler-Bundes, darunter auch von Paul Klimsch. Die Ausstellung stieß nicht auf wohlwollende Kritik.
Weiterhin war er in der Ausstellung im Glaspalast München sowie in Dresden, Düsseldorf und 1904–05 im Nassauischen Kunstverein Wiesbaden vertreten. Posthum zeigte 1922 das Art Institute of Chicago in der Ausstellung The Second International Exhibition of Water Colors Werke von Paul Klimsch, neben denen weiterer Angehöriger der Berliner Secession wie Lovis Corinth und Ernst Oppler.
Paul Klimsch starb im Alter von 49 Jahren und wurde auf dem Frankfurter Hauptfriedhof beigesetzt.

## Werk

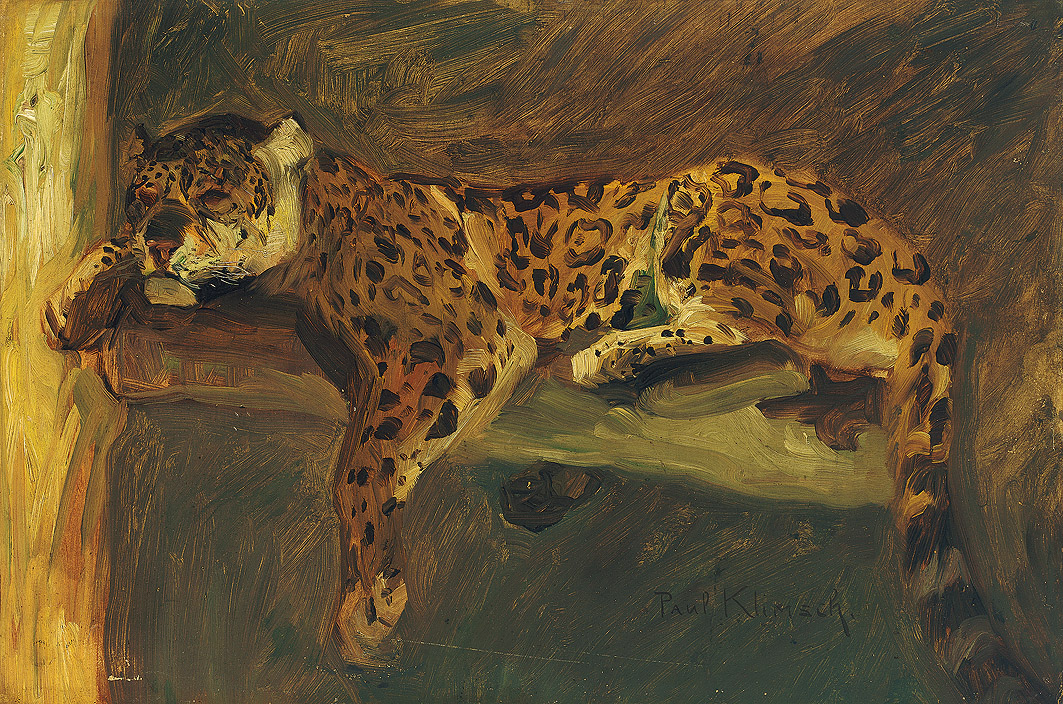
Paul Klimsch: Schlafender Jaguar, Öl auf Karton 36 × 55,5 cm

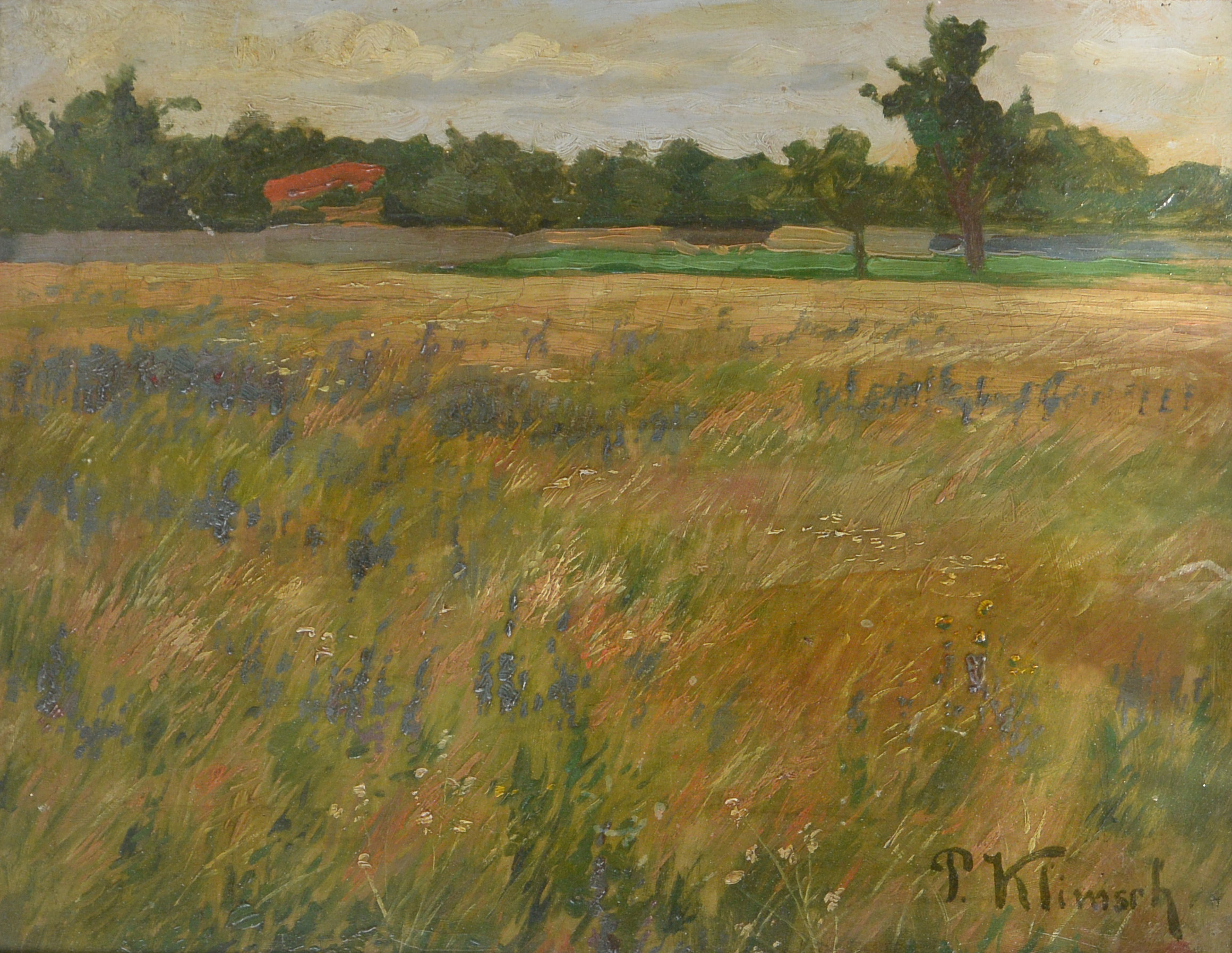
„Taunuswiese“, Öl auf Karton 45 × 36 cm

Paul Klimsch pflegte stilistisch eine „antiakademische, moderne Malerei“.
Aufgrund seines frühen Todes ist sein Werk nicht sehr umfangreich. Die Publikation von H. Weizsäcker und A. Dessoff von 1909 zählt für das Werk einen Umfang von nur 70. Die Versteigerung des künstlerischen Nachlasses fand am 25. Februar 1919 bei F. A. C. Prestel in der Buchgasse 11A in Frankfurt statt und umfasste 75 Positionen, darunter 48 Gemälde und Aquarelle und Zeichnungen
- Liegender Tiger (Studie), 1893
- Mädchen auf der Wiese, Öl auf Leinwand, 61 cm × 81 cm
- Taunuswiese – Weiter Fernblick, 45 × 36 cm
- Taunuslandschaft, gezeigt auf der Ausstellung der Berliner Secession.[19]
- Zwei Damen beim Bummel über den Münchner Viktualienmarkt, Gouache 41 cm × 32,8 cm, 1898
- Gatterl, 36 × 48 cm
- Landschaft mit Viehherde, 34 × 47 cm
- Auf der Pferderennbahn Tusche 27,6 × 28,9, 1899
- Circusprobe, Zeichnung, 1899
- Bauersfrau – Auf der Ofenbank 58 × 48
- Der Papageienwärter, 1901. Städelsches Kunstinstitut, Frankfurt
- Bärenfang – Eisbär, gezeigt auf der Ausstellung der Berliner Secession, 1901
- Feldarbeit, gezeigt auf der Ausstellung des Münchener Glaspalastes 1902
- Sonnenstrahlen (Blick auf den Santis), Jahresausstellung der Frankfurter Künstler, 1903
- Herannahmendes Gewitter (Bodensee), Jahresausstellung der Frankfurter Künstler, 1903
- Der Schwan, Öl auf Leinwand, 40 × 50 cm, 1904. Städelsches Kunstinstitut, Frankfurt
- Landungsbrücke bei Bad Schachen am Bodensee[20]
- Tierbilder, gezeigt 1906 in der Galerie Heinemann
- Skizze aus der Eifel[21]
- Titisee, 18. Ausstellung der Berliner Secession 1909 (auch: "Der Titisee mit bewaldeten Hügeln") Öl auf Leinwand, 60 × 80 cm
- Zwei Meerkatzenaffen
- Schlafender Jaguar, Öl auf Karton, 36 cm × 55,5 cm
- Abendsonne, gezeigt auf der 20. Secessionsausstellung 1910[22]
- Wasserspiegel, Jahresausstellung der Frankfurter Künstler, 1910
- Frühjahr am Bach, Jahresausstellung der Frankfurter Künstler, 1911
- Waldweg im Schwarzwald Frühjahrsausstellung des Frankfurter Kunstvereins 1913
- „Künstlerfächer“, gemeinsam mit Robert Forell, Emil Gies, Johann Georg Mohr, Rudolf Gudden und Gustav Adolf Kilb.[23]